# Sphaerophoria analis
Sphaerophoria analis är en tvåvingeart som först beskrevs av Macquart 1834.  Sphaerophoria analis ingår i släktet sländblomflugor, och familjen blomflugor.
Artens utbredningsområde är Frankrike. Inga underarter finns listade i Catalogue of Life.